# Quilamula
La localidad de Quilamula está situado en el Municipio de Tlaquiltenango (en el Estado de Morelos). Su población aproximada son 2,100 habitantes. Quilamula está a 1,083 m s. n. m. 
En localidad de Quilamula Morelos, el campesino y militar mexicano; Emiliano Zapata Salazar vivió durante un tiempo, junto a su esposa eh hija. Prueba de ello, aun se conserva parte de la  vivienda de adobe y piedra detrás de la iglesia "El niño Jesús" que se encuentra en el centro de de la comunidad de Quilamula. Actualmente la vivienda es habitada.
El 27 de mayo del 2023 en la lo calidad de Quilamula Morelos,  se llevó a cabo la primera feria del queso en el centro de la localidad, queso que se considera uno de los mejores de Tlaquiltenango Morelos. Lo que origino que algunas otras localidades cercanas se reunieran a la feria del queso en Quilamula Morelos. A su vez, en el centro de la localidad de  Quilamula se da la bienvenida a los visitantes con el gran mural "Un día en Quilamula" realizado por un pintor del lugar. 

## Geografía

### Demografía
En la localidad hay 496 hombres y 647 mujeres. El ratio mujeres/hombres es de 1,032, y el índice de fecundidad es de 2,53 hijos por mujer. Del total de la población, el 7,68% proviene de fuera de el Estado de Morelos. El 5,12% de la población es analfabeta (el 5,49% de los hombres y el 4,76% de las mujeres). El grado de escolaridad es del 6.73 (6.06 en hombres y 7.40 en mujeres).
El 0,71% de la población es indígena, y el 0,2% de los habitantes habla una lengua indígena. El 0,00% de la población habla una lengua indígena y no habla español. Él 21,62% de la población mayor de 17 años está ocupada laboralmente (el 32,95% de los hombres y el 10,64% de las mujeres.
En Quilamula hay 387 viviendas. De ellas, el 97,78% cuentan con electricidad, el 19,44% tienen agua entubada, el 78,89% tiene excusado o sanitario, el 56,67% radio, el 90,00% televisión, el 93,00% refrigerador, el 91,89% lavadora, el 43,89% automóvil, el 3,22% una computadora personal, el 84,44% teléfono fijo, el 98,22% teléfono celular, y el 96,00% Internet.

### Clima
El clima de Quilamula es predominantemente: seco cálido. Presenta temperaturas que fluctúan entre los 15 °C y 35 °C. 

## Cultura

### Turismo
En el mismo municipio de Tlaquiltenango podemos encontrar el parque acuático "El Rollo", tienen toboganes más espectaculares del estado de Morelos. También se ubica el balneario "La Cantora"; las haciendas de "Las Bóvedas" y "Los Hornos"; el Templo y Convento de Santo Domingo, que data del siglo XVI.
La CDI (Comisión Nacional para el Desarrollo de pueblos Indígenas) menciona que es necesario preservar los conocimientos que los pobladores de Quilamula tienen sobre la medicina tradicional; tanto en el uso de plantas medicinales como prácticas para el cuidado de la salud.